# Четворна конвенция (1883)
„Четворната конвенция“ (на френски: Convention à quatre) е споразумение между Австро-Унгария, Сърбия, България и Османската империя от 27 април (9 май по нов стил) 1883 година за довършване на основните железопътни линии, пресичащи Балканския полуостров.
По същество, конвенцията потвърждава и допълва задълженията, които са поети от османското правителство до Руско-турската война от 1877-1878 и съгласно Берлинския договор трябва да бъдат изпълнени от сръбската и българската държава – първата уголемена, а втората възстановена за сметка на османски територии. Притисната финансово и дипломатически от Австро-Унгария, която се стреми да предотврати българска експанзия в Македония и да осигури предимство за сръбските си протежета, България е принудена да строи пряката връзка на София с Ниш през Пирот вместо през Скопие, както предпочитат правителствата на Драган Цанков и Петко Каравелов, но си запазва правото да я експлоатира сама, въпреки претенциите на Компанията на Източните железници.
В изпълнение на конвенцията още през 1884 е открита жп линията Белград – Ниш. Две години по-късно е пусната в експлоатация и линията Ниш – Лесковац – Враня. Изграждането на отсечката на българска територия и свързването ѝ с Ниш и Пловдив се забавя с близо две години, тъй като българският парламент решава строежът да стане с държавно финансиране, а Съединението и избухналата след него война със Сърбия налагат пренасочване на предвидените средства за нуждите на армията. Отсечката от Цариброд до Вакарел (последната брънка от линията Виена – Цариград) е завършена и пусната в експлоатация през лятото на 1888 година. По същото време, също в изпълнение на Четворната конвенция, е открита и жп линията, свързваща Сърбия и османска Македония през Враня и Скопие).